# Mistrovství Evropy ve fotbale 2004 (soupisky)
Tento článek uvádí soupisky týmů 16 zemí účastnících se závěrečného turnaje Mistrovství Evropy ve fotbale 2004, který se konal od 12. června do 4. července 2004 v Portugalsku. Medailisté:
| Zlato            | Stříbro                | Bronz            | Bronz                 |
| ---------------- | ---------------------- | ---------------- | --------------------- |
| Řecko • Soupiska | Portugalsko • Soupiska | Česko • Soupiska | Nizozemsko • Soupiska |

## Skupina A

### Řecko
Hlavní trenér: Otto Rehhagel

| Jméno                   | Datum narození     | Datum úmrtí | Klub                |          |
| Brankáři                | Brankáři           | Brankáři    | Brankáři            | Brankáři |
| ----------------------- | ------------------ | ----------- | ------------------- | -------- |
| Antonios Nikopolidis    | 14. ledna 1971     |             | Panathinaikos FC    |          |
| Kostas Chalkias         | 30. května 1974    |             | Panathinaikos FC    |          |
| Fanis Katergiannakis    | 16. února 1974     |             | Olympiakos Pireus   |          |
| Obránci                 |                    |             |                     |          |
| Giourkas Seitaridis     | 4. června 1981     |             | Panathinaikos FC    |          |
| Stylianos Venetidis     | 19. listopadu 1976 |             | Olympiakos Pireus   |          |
| Nikos Dabizas           | 3. srpna 1973      |             | Leicester City FC   |          |
| Traianos Dellas         | 31. ledna 1976     |             | AS Řím              |          |
| Takis Fyssas            | 12. června 1973    |             | Benfica Lisabon     |          |
| Giannis Goumas          | 24. května 1975    |             | Panathinaikos FC    |          |
| Michalis Kapsis         | 18. října 1973     |             | AEK Athény          |          |
| Záložníci               |                    |             |                     |          |
| Angelos Basinas         | 3. ledna 1976      |             | Panathinaikos FC    |          |
| Theodoros Zagorakis –   | 27. října 1971     |             | AEK Athény          |          |
| Stelios Giannakopoulos  | 12. července 1974  |             | Bolton Wanderers FC |          |
| Vassilios Tsiartas      | 12. listopadu 1972 |             | AEK Athény          |          |
| Pantelis Kafes          | 24. června 1978    |             | Olympiakos Pireus   |          |
| Georgios Georgiadis     | 8. března 1972     |             | Olympiakos Pireus   |          |
| Jorgos Karagunis        | 6. března 1977     |             | Inter Milán         |          |
| Konstantinos Katsuranis | 21. června 1979    |             | AEK Athény          |          |
| Vassilis Lakis          | 10. září 1976      |             | AEK Athény          |          |
| Útočníci                |                    |             |                     |          |
| Angelos Charisteas      | 9. února 1980      |             | Werder Brémy        |          |
| Demis Nikolaidis        | 17. září 1973      |             | Atlético Madrid     |          |
| Zisis Vryzas            | 9. listopadu 1973  |             | ACF Fiorentina      |          |
| Dimitrios Papadopoulos  | 20. září 1981      |             | Panathinaikos FC    |          |

### Portugalsko
Hlavní trenér: Luiz Felipe Scolari

| Jméno             | Datum narození     | Datum úmrtí | Klub                   |          |
| Brankáři          | Brankáři           | Brankáři    | Brankáři               | Brankáři |
| ----------------- | ------------------ | ----------- | ---------------------- | -------- |
| Ricardo Pereira   | 11. února 1976     |             | Sporting CP            |          |
| Quim              | 13. listopadu 1975 |             | SC Braga               |          |
| José Moreira      | 20. března 1982    |             | Benfica Lisabon        |          |
| Obránci           |                    |             |                        |          |
| Paulo Ferreira    | 18. ledna 1979     |             | FC Porto               |          |
| Rui Jorge         | 27. března 1973    |             | Sporting CP            |          |
| Jorge Andrade     | 9. dubna 1978      |             | Deportivo de La Coruña |          |
| Fernando Couto –  | 2. srpna 1969      |             | SS Lazio               |          |
| Miguel Monteiro   | 4. ledna 1980      |             | Benfica Lisabon        |          |
| Nuno Valente      | 12. září 1974      |             | FC Porto               |          |
| Beto              | 3. května 1976     |             | Sporting CP            |          |
| Ricardo Carvalho  | 18. května 1978    |             | FC Porto               |          |
| Záložníci         |                    |             |                        |          |
| Costinha          | 1. prosince 1974   |             | FC Porto               |          |
| Luís Figo         | 4. listopadu 1972  |             | Real Madrid            |          |
| Petit             | 25. září 1976      |             | Benfica Lisabon        |          |
| Rui Costa         | 29. března 1972    |             | AC Milán               |          |
| Maniche           | 11. listopadu 1977 |             | FC Porto               |          |
| Tiago Mendes      | 2. května 1981     |             | Benfica Lisabon        |          |
| Deco              | 27. srpna 1977     |             | FC Porto               |          |
| Útočníci          |                    |             |                        |          |
| Pauleta           | 28. dubna 1973     |             | Paris Saint-Germain FC |          |
| Simão Sabrosa     | 31. října 1979     |             | Benfica Lisabon        |          |
| Cristiano Ronaldo | 5. února 1985      |             | Manchester United FC   |          |
| Nuno Gomes        | 5. července 1976   |             | Benfica Lisabon        |          |
| Hélder Postiga    | 2. srpna 1982      |             | Tottenham Hotspur FC   |          |

### Rusko
Hlavní trenér: Georgij Jarcev

| Jméno               | Datum narození     | Datum úmrtí                        | Klub                     |          |
| Brankáři            | Brankáři           | Brankáři                           | Brankáři                 | Brankáři |
| ------------------- | ------------------ | ---------------------------------- | ------------------------ | -------- |
| Sergej Ovčinnikov   | 10. listopadu 1970 |                                    | FK Lokomotiv Moskva      |          |
| Vjačeslav Malafejev | 4. března 1979     |                                    | Zenit Petrohrad          |          |
| Igor Akinfejev      | 8. dubna 1986      |                                    | PFK CSKA Moskva          |          |
| Obránci             |                    |                                    |                          |          |
| Roman Šaronov       | 8. září 1976       |                                    | FK Rubin Kazaň           |          |
| Alexandr Aňukov     | 28. září 1982      |                                    | PFK Křídla Sovětů Samara |          |
| Vadim Jevsejev      | 8. ledna 1976      |                                    | FK Lokomotiv Moskva      |          |
| Dmitrij Sennikov    | 24. června 1976    |                                    | FK Lokomotiv Moskva      |          |
| Alexej Bugajev      | 25. srpna 1981     | 29. prosince 2024 (ve věku 43 let) | FK Torpedo Moskva        |          |
| Záložníci           |                    |                                    |                          |          |
| Vladislav Radimov   | 26. listopadu 1975 |                                    | Zenit Petrohrad          |          |
| Alexej Smertin –    | 1. května 1975     |                                    | Portsmouth FC            |          |
| Andrej Karjaka      | 1. dubna 1978      |                                    | PFK Křídla Sovětů Samara |          |
| Igor Semšov         | 6. dubna 1978      |                                    | FK Torpedo Moskva        |          |
| Marat Izmajlov      | 21. září 1982      |                                    | FK Lokomotiv Moskva      |          |
| Rolan Gusev         | 17. září 1977      |                                    | PFK CSKA Moskva          |          |
| Alexandr Mostovoj   | 22. srpna 1968     |                                    | Celta de Vigo            |          |
| Dmitrij Aleničev    | 20. října 1972     |                                    | FC Porto                 |          |
| Vladimir Bystrov    | 31. ledna 1984     |                                    | Zenit Petrohrad          |          |
| Dmitrij Loskov      | 12. února 1974     |                                    | FK Lokomotiv Moskva      |          |
| Jevgenij Aldonin    | 22. ledna 1980     |                                    | PFK CSKA Moskva          |          |
| Útočníci            |                    |                                    |                          |          |
| Dmitrij Syčev       | 26. října 1983     |                                    | FK Lokomotiv Moskva      |          |
| Dmitrij Bulykin     | 20. listopadu 1979 |                                    | FK Dynamo Moskva         |          |
| Alexandr Keržakov   | 27. listopadu 1982 |                                    | Zenit Petrohrad          |          |
| Dmitrij Kiričenko   | 17. ledna 1977     |                                    | PFK CSKA Moskva          |          |

### Španělsko
Hlavní trenér: Iñaki Sáez

| Jméno                     | Datum narození     | Datum úmrtí | Klub                   |          |
| Brankáři                  | Brankáři           | Brankáři    | Brankáři               | Brankáři |
| ------------------------- | ------------------ | ----------- | ---------------------- | -------- |
| Santiago Cañizares        | 18. prosince 1969  |             | Valencia CF            |          |
| Daniel Aranzubia          | 18. září 1979      |             | Athletic Bilbao        |          |
| Iker Casillas             | 20. května 1981    |             | Real Madrid            |          |
| Obránci                   |                    |             |                        |          |
| Joan Capdevila            | 3. února 1978      |             | Deportivo de La Coruña |          |
| Carlos Marchena           | 31. července 1979  |             | Valencia CF            |          |
| Carles Puyol              | 13. dubna 1978     |             | FC Barcelona           |          |
| Iván Helguera             | 28. března 1975    |             | Real Madrid            |          |
| Gabri                     | 10. února 1979     |             | FC Barcelona           |          |
| Raúl Bravo                | 14. dubna 1981     |             | Real Madrid            |          |
| César Martín              | 3. dubna 1977      |             | Deportivo de La Coruña |          |
| Juanito                   | 23. července 1976  |             | Betis Sevilla          |          |
| Záložníci                 |                    |             |                        |          |
| David Albelda             | 1. září 1977       |             | Valencia CF            |          |
| Rubén Baraja              | 11. července 1975  |             | Valencia CF            |          |
| Vicente Rodríguez Guillén | 16. července 1981  |             | Valencia CF            |          |
| Xabi Alonso               | 25. listopadu 1981 |             | Real Sociedad          |          |
| Joaquín                   | 21. července 1981  |             | Betis Sevilla          |          |
| Xavi                      | 25. ledna 1980     |             | FC Barcelona           |          |
| Juan Carlos Valerón       | 17. června 1975    |             | Deportivo de La Coruña |          |
| Útočníci                  |                    |             |                        |          |
| Raúl González –           | 27. června 1977    |             | Real Madrid            |          |
| Fernando Torres           | 20. března 1984    |             | Atlético Madrid        |          |
| Fernando Morientes        | 5. dubna 1976      |             | AS Monaco              |          |
| Albert Luque              | 11. března 1978    |             | Deportivo de La Coruña |          |
| Joseba Etxeberria         | 5. září 1977       |             | Athletic Bilbao        |          |

## Skupina B

### Chorvatsko
Hlavní trenér: Otto Barić

| Jméno            | Datum narození     | Datum úmrtí | Klub                 |          |
| Brankáři         | Brankáři           | Brankáři    | Brankáři             | Brankáři |
| ---------------- | ------------------ | ----------- | -------------------- | -------- |
| Vladimir Vasilj  | 6. července 1975   |             | NK Varaždin          |          |
| Tomislav Butina  | 30. března 1974    |             | Club Brugge KV       |          |
| Joey Didulica    | 14. října 1977     |             | FK Austria Vídeň     |          |
| Obránci          |                    |             |                      |          |
| Mario Tokić      | 23. července 1975  |             | Grazer AK            |          |
| Josip Šimunić    | 18. února 1978     |             | Hertha BSC           |          |
| Stjepan Tomas    | 6. března 1976     |             | Fenerbahçe SK        |          |
| Igor Tudor       | 16. dubna 1978     |             | Juventus FC          |          |
| Boris Živković – | 15. listopadu 1975 |             | VfB Stuttgart        |          |
| Dario Šimić      | 12. listopadu 1975 |             | AC Milán             |          |
| Mato Neretljak   | 3. června 1979     |             | HNK Hajduk Split     |          |
| Robert Kovač     | 6. dubna 1974      |             | FC Bayern Mnichov    |          |
| Záložníci        |                    |             |                      |          |
| Milan Rapaić     | 16. srpna 1973     |             | SSC Ancona           |          |
| Darijo Srna      | 1. května 1982     |             | FK Šachtar Doněck    |          |
| Niko Kovač       | 15. října 1971     |             | Hertha BSC           |          |
| Jerko Leko       | 9. dubna 1980      |             | FK Dynamo Kyjev      |          |
| Marko Babić      | 28. ledna 1981     |             | Bayer 04 Leverkusen  |          |
| Đovani Roso      | 17. listopadu 1972 |             | Makabi Haifa         |          |
| Nenad Bjelica    | 20. srpna 1971     |             | 1. FC Kaiserslautern |          |
| Útočníci         |                    |             |                      |          |
| Dado Pršo        | 5. listopadu 1974  |             | AS Monaco            |          |
| Tomislav Šokota  | 8. dubna 1977      |             | Benfica Lisabon      |          |
| Ivan Klasnić     | 29. ledna 1980     |             | Werder Brémy         |          |
| Ivica Olić       | 14. září 1979      |             | PFK CSKA Moskva      |          |
| Ivica Mornar     | 12. ledna 1974     |             | Portsmouth FC        |          |

### Anglie
Hlavní trenér: Sven-Göran Eriksson

| Jméno           | Datum narození     | Datum úmrtí | Klub                 |          |
| Brankáři        | Brankáři           | Brankáři    | Brankáři             | Brankáři |
| --------------- | ------------------ | ----------- | -------------------- | -------- |
| David James     | 1. srpna 1970      |             | Manchester City FC   |          |
| Paul Robinson   | 15. října 1979     |             | Tottenham Hotspur FC |          |
| Ian Walker      | 31. října 1971     |             | Leicester City FC    |          |
| Obránci         |                    |             |                      |          |
| Gary Neville    | 18. února 1975     |             | Manchester United FC |          |
| Ashley Cole     | 20. prosince 1980  |             | Arsenal FC           |          |
| John Terry      | 7. prosince 1980   |             | Chelsea FC           |          |
| Sol Campbell    | 18. září 1974      |             | Arsenal FC           |          |
| Wayne Bridge    | 5. srpna 1980      |             | Chelsea FC           |          |
| Phil Neville    | 21. ledna 1977     |             | Manchester United FC |          |
| Ledley King     | 12. října 1980     |             | Tottenham Hotspur FC |          |
| Jamie Carragher | 28. ledna 1978     |             | Liverpool FC         |          |
| Záložníci       |                    |             |                      |          |
| Steven Gerrard  | 30. května 1980    |             | Liverpool FC         |          |
| David Beckham – | 2. května 1975     |             | Real Madrid          |          |
| Paul Scholes    | 16. listopadu 1974 |             | Manchester United FC |          |
| Frank Lampard   | 20. června 1978    |             | Chelsea FC           |          |
| Nicky Butt      | 21. ledna 1975     |             | Manchester United FC |          |
| Owen Hargreaves | 20. ledna 1981     |             | FC Bayern Mnichov    |          |
| Joe Cole        | 8. listopadu 1981  |             | Chelsea FC           |          |
| Kieron Dyer     | 29. prosince 1978  |             | Newcastle United FC  |          |
| Útočníci        |                    |             |                      |          |
| Wayne Rooney    | 24. října 1985     |             | Everton FC           |          |
| Michael Owen    | 14. prosince 1979  |             | Liverpool FC         |          |
| Emile Heskey    | 11. ledna 1978     |             | Birmingham City FC   |          |
| Darius Vassell  | 13. června 1980    |             | Aston Villa FC       |          |

### Francie
Hlavní trenér: Jacques Santini

| Jméno               | Datum narození     | Datum úmrtí | Klub                   |          |
| Brankáři            | Brankáři           | Brankáři    | Brankáři               | Brankáři |
| ------------------- | ------------------ | ----------- | ---------------------- | -------- |
| Mickaël Landreau    | 14. května 1979    |             | FC Nantes              |          |
| Fabien Barthez      | 28. června 1971    |             | Olympique Marseille    |          |
| Grégory Coupet      | 31. prosince 1972  |             | Olympique Lyon         |          |
| Obránci             |                    |             |                        |          |
| Jean-Alain Boumsong | 14. prosince 1979  |             | AJ Auxerre             |          |
| Bixente Lizarazu    | 9. prosince 1969   |             | FC Bayern Mnichov      |          |
| William Gallas      | 17. srpna 1977     |             | Chelsea FC             |          |
| Marcel Desailly –   | 7. září 1968       |             | Chelsea FC             |          |
| Mikaël Silvestre    | 9. srpna 1977      |             | Manchester United FC   |          |
| Lilian Thuram       | 1. ledna 1972      |             | Juventus FC            |          |
| Willy Sagnol        | 18. března 1977    |             | FC Bayern Mnichov      |          |
| Záložníci           |                    |             |                        |          |
| Patrick Vieira      | 23. června 1976    |             | Arsenal FC             |          |
| Claude Makélélé     | 18. února 1973     |             | Chelsea FC             |          |
| Robert Pirès        | 29. října 1973     |             | Arsenal FC             |          |
| Zinédine Zidane     | 23. června 1972    |             | Real Madrid            |          |
| Jérôme Rothen       | 31. března 1978    |             | AS Monaco              |          |
| Olivier Dacourt     | 25. září 1974      |             | AS Řím                 |          |
| Benoît Pedretti     | 12. listopadu 1980 |             | FC Sochaux-Montbéliard |          |
| Útočníci            |                    |             |                        |          |
| Louis Saha          | 8. srpna 1978      |             | Manchester United FC   |          |
| Sylvain Wiltord     | 10. května 1974    |             | Arsenal FC             |          |
| Thierry Henry       | 17. srpna 1977     |             | Arsenal FC             |          |
| David Trézéguet     | 15. října 1977     |             | Juventus FC            |          |
| Steve Marlet        | 10. ledna 1974     |             | Olympique Marseille    |          |
| Sidney Govou        | 27. července 1979  |             | Olympique Lyon         |          |

### Švýcarsko
Hlavní trenér: Jakob Kuhn

| Jméno               | Datum narození     | Datum úmrtí | Klub                     |          |
| Brankáři            | Brankáři           | Brankáři    | Brankáři                 | Brankáři |
| ------------------- | ------------------ | ----------- | ------------------------ | -------- |
| Jörg Stiel –        | 3. března 1968     |             | Borussia Mönchengladbach |          |
| Pascal Zuberbühler  | 8. ledna 1971      |             | FC Basilej               |          |
| Sébastien Roth      | 1. dubna 1978      |             | Servette FC              |          |
| Obránci             |                    |             |                          |          |
| Bernt Haas          | 8. dubna 1978      |             | West Bromwich Albion FC  |          |
| Bruno Berner        | 21. listopadu 1977 |             | SC Freiburg              |          |
| Stéphane Henchoz    | 7. září 1974       |             | Liverpool FC             |          |
| Murat Yakin         | 15. září 1974      |             | FC Basilej               |          |
| Marco Zwyssig       | 24. října 1971     |             | FC Basilej               |          |
| Ludovic Magnin      | 20. dubna 1979     |             | Werder Brémy             |          |
| Christoph Spycher   | 30. března 1978    |             | Grasshopper Club Zürich  |          |
| Patrick Müller      | 17. prosince 1976  |             | Olympique Lyon           |          |
| Záložníci           |                    |             |                          |          |
| Johann Vogel        | 8. března 1977     |             | PSV Eindhoven            |          |
| Ricardo Cabanas     | 17. ledna 1979     |             | Grasshopper Club Zürich  |          |
| Raphaël Wicky       | 26. dubna 1977     |             | Hamburger SV             |          |
| Hakan Yakin         | 22. února 1977     |             | VfB Stuttgart            |          |
| Daniel Gygax        | 28. srpna 1981     |             | FC Curych                |          |
| Fabio Celestini     | 31. října 1975     |             | Olympique Marseille      |          |
| Benjamin Huggel     | 7. července 1977   |             | FC Basilej               |          |
| Tranquillo Barnetta | 22. května 1985    |             | FC St. Gallen            |          |
| Útočníci            |                    |             |                          |          |
| Alexander Frei      | 15. července 1979  |             | Stade Rennais FC         |          |
| Stéphane Chapuisat  | 28. června 1969    |             | BSC Young Boys           |          |
| Milaim Rama         | 29. února 1976     |             | FC Thun                  |          |
| Johan Vonlanthen    | 1. února 1986      |             | PSV Eindhoven            |          |

## Skupina C

### Bulharsko
Hlavní trenér: Plamen Markov

| Jméno             | Datum narození    | Datum úmrtí | Klub                  |          |
| Brankáři          | Brankáři          | Brankáři    | Brankáři              | Brankáři |
| ----------------- | ----------------- | ----------- | --------------------- | -------- |
| Zdravko Zdravkov  | 4. října 1970     |             | Litex Loveč           |          |
| Stoyan Kolev      | 3. února 1976     |             | PFK CSKA Sofia        |          |
| Dimitar Ivankov   | 30. října 1975    |             | PFK Levski Sofia      |          |
| Obránci           |                   |             |                       |          |
| Vladimir Ivanov   | 6. února 1973     |             | PFK Lokomotiv Plovdiv |          |
| Rosen Kirilov     | 4. ledna 1973     |             | Litex Loveč           |          |
| Ivaylo Petkov     | 7. prosince 1975  |             | Fenerbahçe SK         |          |
| Zlatomir Zagorčić | 15. června 1971   |             | Litex Loveč           |          |
| Kiril Kotev       | 8. dubna 1982     |             | PFK Lokomotiv Plovdiv |          |
| Georgi Peev       | 11. března 1979   |             | FK Dynamo Kyjev       |          |
| Predrag Pažin     | 14. března 1973   |             | FK Šachtar Doněck     |          |
| Ilian Stojanov    | 20. ledna 1977    |             | PFK Levski Sofia      |          |
| Záložníci         |                   |             |                       |          |
| Daniel Borimirov  | 15. ledna 1970    |             | PFK Levski Sofia      |          |
| Milen Petkov      | 12. ledna 1974    |             | AEK Atény             |          |
| Velizar Dimitrov  | 13. dubna 1979    |             | PFK CSKA Sofia        |          |
| Marian Hristov    | 29. července 1973 |             | 1. FC Kaiserslautern  |          |
| Martin Petrov     | 15. ledna 1979    |             | VfL Wolfsburg         |          |
| Stilijan Petrov – | 5. července 1979  |             | Celtic FC             |          |
| Útočníci          |                   |             |                       |          |
| Dimitar Berbatov  | 30. ledna 1981    |             | Bayer 04 Leverkusen   |          |
| Zdravko Lazarov   | 20. února 1976    |             | Gaziantepspor         |          |
| Georgi Chilikov   | 23. srpna 1978    |             | PFK Levski Sofia      |          |
| Vladimir Manchev  | 6. října 1977     |             | Lille OSC             |          |
| Valerij Božinov   | 15. února 1986    |             | US Lecce              |          |
| Zoran Janković    | 8. února 1974     |             | Ta-lien Š’-te         |          |

### Dánsko
Hlavní trenér: Morten Olsen

| Jméno             | Datum narození     | Datum úmrtí | Klub                 |          |
| Brankáři          | Brankáři           | Brankáři    | Brankáři             | Brankáři |
| ----------------- | ------------------ | ----------- | -------------------- | -------- |
| Thomas Sørensen   | 12. června 1976    |             | Aston Villa FC       |          |
| Peter Skov-Jensen | 9. června 1971     |             | FC Midtjylland       |          |
| Stephan Andersen  | 26. listopadu 1981 |             | Akademisk Boldklub   |          |
| Obránci           |                    |             |                      |          |
| Kasper Bøgelund   | 8. října 1980      |             | PSV Eindhoven        |          |
| René Henriksen –  | 27. srpna 1969     |             | Panathinaikos FC     |          |
| Martin Laursen    | 26. července 1977  |             | AC Milán             |          |
| Niclas Jensen     | 17. srpna 1974     |             | Borussia Dortmund    |          |
| Thomas Helveg     | 24. června 1971    |             | Inter Milán          |          |
| Per Krøldrup      | 31. července 1979  |             | Udinese Calcio       |          |
| Brian Priske      | 14. května 1977    |             | KRC Genk             |          |
| Záložníci         |                    |             |                      |          |
| Thomas Gravesen   | 11. března 1976    |             | Everton FC           |          |
| Jon Dahl Tomasson | 29. srpna 1976     |             | AC Milán             |          |
| Martin Jørgensen  | 6. října 1975      |             | Udinese Calcio       |          |
| Thomas Kahlenberg | 20. března 1983    |             | Brøndby IF           |          |
| Claus Jensen      | 29. dubna 1977     |             | Charlton Athletic FC |          |
| Daniel Jensen     | 25. června 1979    |             | Real Murcia          |          |
| Christian Poulsen | 28. února 1980     |             | FC Schalke 04        |          |
| Kenneth Perez     | 29. srpna 1974     |             | AZ Alkmaar           |          |
| Útočníci          |                    |             |                      |          |
| Jesper Grønkjær   | 12. srpna 1977     |             | Chelsea FC           |          |
| Ebbe Sand         | 19. července 1972  |             | FC Schalke 04        |          |
| Dennis Rommedahl  | 22. července 1978  |             | PSV Eindhoven        |          |
| Peter Madsen      | 26. dubna 1978     |             | VfL Bochum           |          |
| Peter Løvenkrands | 29. ledna 1980     |             | Rangers FC           |          |

### Itálie
Hlavní trenér: Giovanni Trapattoni

| Jméno                | Datum narození    | Datum úmrtí | Klub              |          |
| Brankáři             | Brankáři          | Brankáři    | Brankáři          | Brankáři |
| -------------------- | ----------------- | ----------- | ----------------- | -------- |
| Gianluigi Buffon     | 28. ledna 1978    |             | Juventus FC       |          |
| Francesco Toldo      | 2. prosince 1971  |             | Inter Milán       |          |
| Angelo Peruzzi       | 16. února 1970    |             | SS Lazio          |          |
| Obránci              |                   |             |                   |          |
| Christian Panucci    | 12. dubna 1973    |             | AS Řím            |          |
| Massimo Oddo         | 14. června 1976   |             | SS Lazio          |          |
| Fabio Cannavaro –    | 13. září 1973     |             | Inter Milán       |          |
| Matteo Ferrari       | 5. prosince 1979  |             | Parma Calcio 1913 |          |
| Alessandro Nesta     | 19. března 1976   |             | AC Milán          |          |
| Giuseppe Favalli     | 8. ledna 1972     |             | SS Lazio          |          |
| Gianluca Zambrotta   | 19. února 1977    |             | Juventus FC       |          |
| Marco Materazzi      | 19. srpna 1973    |             | Inter Milán       |          |
| Záložníci            |                   |             |                   |          |
| Cristiano Zanetti    | 14. dubna 1977    |             | Inter Milán       |          |
| Gennaro Gattuso      | 9. ledna 1978     |             | AC Milán          |          |
| Stefano Fiore        | 17. dubna 1975    |             | SS Lazio          |          |
| Mauro Camoranesi     | 4. října 1976     |             | Juventus FC       |          |
| Simone Perrotta      | 17. září 1977     |             | AC ChievoVerona   |          |
| Andrea Pirlo         | 19. května 1979   |             | AC Milán          |          |
| Útočníci             |                   |             |                   |          |
| Alessandro Del Piero | 9. listopadu 1974 |             | Juventus FC       |          |
| Christian Vieri      | 12. července 1973 |             | Inter Milán       |          |
| Francesco Totti      | 27. září 1976     |             | AS Řím            |          |
| Bernardo Corradi     | 30. března 1976   |             | SS Lazio          |          |
| Marco Di Vaio        | 15. července 1976 |             | ACF Fiorentina    |          |
| Antonio Cassano      | 12. července 1982 |             | AS Řím            |          |

### Švédsko
Hlavní trenér: Tommy Söderberg and Lars Lagerbäck

| Jméno                 | Datum narození     | Datum úmrtí | Klub                   |          |
| Brankáři              | Brankáři           | Brankáři    | Brankáři               | Brankáři |
| --------------------- | ------------------ | ----------- | ---------------------- | -------- |
| Andreas Isaksson      | 3. října 1981      |             | Djurgårdens IF Fotboll |          |
| Magnus Hedman         | 19. března 1973    |             | SSC Ancona             |          |
| Magnus Kihlstedt      | 29. února 1972     |             | FC Kodaň               |          |
| Obránci               |                    |             |                        |          |
| Teddy Lučić           | 15. dubna 1973     |             | Bayer 04 Leverkusen    |          |
| Olof Mellberg –       | 3. září 1977       |             | Aston Villa FC         |          |
| Johan Mjällby         | 9. února 1971      |             | Celtic FC              |          |
| Erik Edman            | 11. listopadu 1978 |             | SC Heerenveen          |          |
| Petter Hansson        | 14. prosince 1976  |             | SC Heerenveen          |          |
| Alexander Östlund     | 11. února 1978     |             | Hammarby IF            |          |
| Andreas Jakobsson     | 6. října 1972      |             | Brøndby IF             |          |
| Erik Wahlstedt        | 16. dubna 1976     |             | Helsingborgs IF        |          |
| Záložníci             |                    |             |                        |          |
| Tobias Linderoth      | 21. dubna 1979     |             | Everton FC             |          |
| Mikael Nilsson        | 24. června 1978    |             | Halmstads BK           |          |
| Anders Svensson       | 17. července 1976  |             | Southampton FC         |          |
| Fredrik Ljungberg     | 16. dubna 1977     |             | Arsenal FC             |          |
| Kim Källström         | 24. srpna 1982     |             | Stade Rennais FC       |          |
| Anders Andersson      | 15. března 1974    |             | CF Os Belenenses       |          |
| Pontus Farnerud       | 4. června 1980     |             | RC Strasbourg Alsace   |          |
| Christian Wilhelmsson | 8. prosince 1979   |             | RSC Anderlecht         |          |
| Útočníci              |                    |             |                        |          |
| Zlatan Ibrahimović    | 3. října 1981      |             | AFC Ajax               |          |
| Henrik Larsson        | 20. září 1971      |             | Celtic FC              |          |
| Mattias Jonson        | 16. ledna 1974     |             | Brøndby IF             |          |
| Marcus Allbäck        | 5. července 1973   |             | Aston Villa FC         |          |

## Skupina D

### Česko
Hlavní trenér: Karel Brückner

| Jméno             | Datum narození    | Datum úmrtí | Klub                     |          |
| Brankáři          | Brankáři          | Brankáři    | Brankáři                 | Brankáři |
| ----------------- | ----------------- | ----------- | ------------------------ | -------- |
| Petr Čech         | 20. května 1982   |             | Stade Rennais FC         |          |
| Jaromír Blažek    | 29. prosince 1972 |             | AC Sparta Praha          |          |
| Antonín Kinský    | 31. května 1975   |             | FK Saturn Ramenskoje     |          |
| Obránci           |                   |             |                          |          |
| Zdeněk Grygera    | 14. května 1980   |             | AFC Ajax                 |          |
| Pavel Mareš       | 18. ledna 1976    |             | FK Zenit Sankt-Petěrburg |          |
| René Bolf         | 25. února 1974    |             | FC Baník Ostrava         |          |
| Marek Jankulovski | 9. května 1977    |             | Udinese Calcio           |          |
| Martin Jiránek    | 25. května 1979   |             | AS Reggina 1914          |          |
| Tomáš Hübschman   | 4. září 1981      |             | AC Sparta Praha          |          |
| Tomáš Ujfaluši    | 24. března 1978   |             | Hamburger SV             |          |
| David Rozehnal    | 5. července 1980  |             | Club Brugge KV           |          |
| Záložníci         |                   |             |                          |          |
| Tomáš Galásek     | 15. ledna 1973    |             | AFC Ajax                 |          |
| Karel Poborský    | 30. března 1972   |             | AC Sparta Praha          |          |
| Tomáš Rosický     | 4. října 1980     |             | Borussia Dortmund        |          |
| Pavel Nedvěd –    | 30. srpna 1972    |             | Juventus FC              |          |
| Štěpán Vachoušek  | 26. července 1979 |             | Olympique Marseille      |          |
| Roman Týce        | 7. května 1977    |             | TSV 1860 München         |          |
| Jaroslav Plašil   | 5. ledna 1982     |             | AS Monaco                |          |
| Útočníci          |                   |             |                          |          |
| Vladimír Šmicer   | 24. května 1973   |             | Liverpool FC             |          |
| Jan Koller        | 30. března 1973   |             | Borussia Dortmund        |          |
| Vratislav Lokvenc | 27. září 1973     |             | 1. FC Kaiserslautern     |          |
| Milan Baroš       | 28. října 1981    |             | Liverpool FC             |          |
| Marek Heinz       | 4. srpna 1977     |             | FC Baník Ostrava         |          |

### Německo
Hlavní trenér: Rudi Völler

| Jméno                  | Datum narození     | Datum úmrtí | Klub                 |          |
| Brankáři               | Brankáři           | Brankáři    | Brankáři             | Brankáři |
| ---------------------- | ------------------ | ----------- | -------------------- | -------- |
| Oliver Kahn –          | 15. června 1969    |             | FC Bayern Mnichov    |          |
| Jens Lehmann           | 10. listopadu 1969 |             | Arsenal FC           |          |
| Timo Hildebrand        | 5. dubna 1979      |             | VfB Stuttgart        |          |
| Obránci                |                    |             |                      |          |
| Andreas Hinkel         | 26. března 1982    |             | VfB Stuttgart        |          |
| Arne Friedrich         | 29. května 1979    |             | Hertha BSC           |          |
| Christian Wörns        | 10. května 1972    |             | Borussia Dortmund    |          |
| Jens Nowotny           | 11. ledna 1974     |             | Bayer 04 Leverkusen  |          |
| Frank Baumann          | 29. října 1975     |             | Werder Brémy         |          |
| Christian Ziege        | 1. února 1972      |             | Bez angažmá          |          |
| Philipp Lahm           | 11. listopadu 1983 |             | VfB Stuttgart        |          |
| Záložníci              |                    |             |                      |          |
| Bastian Schweinsteiger | 1. srpna 1984      |             | FC Bayern Mnichov    |          |
| Dietmar Hamann         | 27. srpna 1973     |             | Liverpool FC         |          |
| Michael Ballack        | 26. září 1976      |             | FC Bayern Mnichov    |          |
| Sebastian Kehl         | 13. února 1980     |             | Borussia Dortmund    |          |
| Jens Jeremies          | 5. března 1974     |             | FC Bayern Mnichov    |          |
| Fabian Ernst           | 30. května 1979    |             | Werder Brémy         |          |
| Bernd Schneider        | 17. listopadu 1973 |             | Bayer 04 Leverkusen  |          |
| Torsten Frings         | 22. listopadu 1976 |             | Borussia Dortmund    |          |
| Útočníci               |                    |             |                      |          |
| Fredi Bobic            | 30. října 1971     |             | Hertha BSC           |          |
| Kevin Kurányi          | 2. března 1982     |             | VfB Stuttgart        |          |
| Miroslav Klose         | 9. června 1978     |             | 1. FC Kaiserslautern |          |
| Thomas Brdarić         | 23. ledna 1975     |             | Hannover 96          |          |
| Lukas Podolski         | 4. června 1985     |             | 1. FC Köln           |          |

### Lotyšsko
Hlavní trenér: Aleksandrs Starkovs

| Jméno                | Datum narození     | Datum úmrtí                     | Klub                         |          |
| Brankáři             | Brankáři           | Brankáři                        | Brankáři                     | Brankáři |
| -------------------- | ------------------ | ------------------------------- | ---------------------------- | -------- |
| Aleksandrs Koliņko   | 18. června 1975    |                                 | FK Rostov                    |          |
| Andrejs Piedels      | 17. září 1970      |                                 | Skonto FC                    |          |
| Andrejs Pavlovs      | 22. února 1979     |                                 | Skonto FC                    |          |
| Obránci              |                    |                                 |                              |          |
| Igors Stepanovs      | 21. ledna 1976     |                                 | KSK Beveren                  |          |
| Mihails Zemļinskis   | 21. prosince 1969  |                                 | Skonto FC                    |          |
| Oļegs Blagonadeždins | 16. května 1973    |                                 | Skonto FC                    |          |
| Aleksandrs Isakovs   | 16. září 1973      |                                 | Skonto FC                    |          |
| Māris Smirnovs       | 2. června 1976     |                                 | FK Ventspils                 |          |
| Dzintars Zirnis      | 25. dubna 1977     |                                 | FK Liepājas Metalurgs        |          |
| Igors Korabļovs      | 23. listopadu 1974 |                                 | FK Ventspils                 |          |
| Artūrs Zakreševskis  | 7. srpna 1971      |                                 | Skonto FC                    |          |
| Záložníci            |                    |                                 |                              |          |
| Vitalijs Astafjevs – | 3. dubna 1971      |                                 | FC Admira Wacker Mödling     |          |
| Juris Laizāns        | 6. ledna 1979      |                                 | PFK CSKA Moskva              |          |
| Imants Bleidelis     | 16. srpna 1975     |                                 | Viborg FF                    |          |
| Andrejs Rubins       | 26. listopadu 1978 | 1. srpna 2022 (ve věku 43 let)  | FK Šinnik Jaroslavl          |          |
| Jurģis Pučinskis     | 1. března 1973     |                                 | FC Luch-Energiya Vladivostok |          |
| Valentīns Lobaņovs   | 23. října 1971     |                                 | FK Metalurh Zaporižžja       |          |
| Andrejs Štolcers     | 7. srpna 1974      |                                 | Fulham FC                    |          |
| Útočníci             |                    |                                 |                              |          |
| Māris Verpakovskis   | 15. října 1979     |                                 | FK Dynamo Kyjev              |          |
| Andrejs Prohorenkovs | 5. února 1977      | 1. května 2025 (ve věku 48 let) | Maccabi Tel Aviv FC          |          |
| Marians Pahars       | 5. srpna 1976      |                                 | Southampton FC               |          |
| Mihails Miholaps     | 24. srpna 1974     |                                 | Skonto FC                    |          |
| Vits Rimkus          | 21. června 1973    |                                 | FK Ventspils                 |          |

### Nizozemsko
Hlavní trenér: Dick Advocaat

| Jméno                    | Datum narození     | Datum úmrtí | Klub                 |          |
| Brankáři                 | Brankáři           | Brankáři    | Brankáři             | Brankáři |
| ------------------------ | ------------------ | ----------- | -------------------- | -------- |
| Edwin van der Sar        | 29. října 1970     |             | Fulham FC            |          |
| Sander Westerveld        | 23. října 1974     |             | Real Sociedad        |          |
| Ronald Waterreus         | 25. srpna 1970     |             | PSV Eindhoven        |          |
| Obránci                  |                    |             |                      |          |
| Michael Reiziger         | 3. května 1973     |             | FC Barcelona         |          |
| Michael Reiziger         | 3. května 1973     |             | FC Barcelona         |          |
| Jaap Stam                | 17. července 1972  |             | SS Lazio             |          |
| Wilfred Bouma            | 15. června 1978    |             | PSV Eindhoven        |          |
| Giovanni van Bronckhorst | 5. února 1975      |             | FC Barcelona         |          |
| Frank de Boer –          | 15. května 1970    |             | Rangers FC           |          |
| Johnny Heitinga          | 15. listopadu 1983 |             | AFC Ajax             |          |
| Záložníci                |                    |             |                      |          |
| Phillip Cocu             | 29. října 1970     |             | FC Barcelona         |          |
| Andy van der Meijde      | 30. září 1979      |             | Inter Milán          |          |
| Edgar Davids             | 13. března 1973    |             | FC Barcelona         |          |
| Rafael van der Vaart     | 11. února 1983     |             | AFC Ajax             |          |
| Wesley Sneijder          | 9. června 1984     |             | AFC Ajax             |          |
| Marc Overmars            | 29. března 1973    |             | FC Barcelona         |          |
| Arjen Robben             | 23. ledna 1984     |             | PSV Eindhoven        |          |
| Clarence Seedorf         | 1. dubna 1976      |             | AC Milán             |          |
| Paul Bosvelt             | 26. března 1970    |             | Manchester City FC   |          |
| Boudewijn Zenden         | 15. srpna 1976     |             | Middlesbrough FC     |          |
| Útočníci                 |                    |             |                      |          |
| Patrick Kluivert         | 1. července 1976   |             | FC Barcelona         |          |
| Ruud van Nistelrooy      | 1. července 1976   |             | Manchester United FC |          |
| Roy Makaay               | 9. března 1975     |             | FC Bayern Mnichov    |          |
| Pierre van Hooijdonk     | 29. listopadu 1969 |             | Fenerbahçe SK        |          |